# خودکشی در رومانی
خودکشی در رومانی یک مشکل اجتماعی و بهداشتی است.
سالیانه بین ۲۵۰۰ تا ۳۵۰۰ رومانیایی با خودکشی از این دنیا می‌روند. ۷۲٫۵ درصد خودکشی‌های موفق به روش دارزدن صورت می‌پذیرد. روش‌های دیگر همچون مسمومیت، پرش از ارتفاع، غرق شدن و دیگر روش‌ها هر کدام ۱۰ درصد از خودکشی‌ها را به خود اختصاص داده‌اند.
در این کشور از سال ۲۰۰۰ تا کنون، شمار خودکشی‌ها به صورت پایدار در حال کاهش بوده‌است. طبق گزارش‌های بانک جهانی، میزان مرگ‌ومیر ناشی از خودکشی در رومانی از ۱۳٫۲ تن در هر ۱۰۰٬۰۰۰ تن در سال ۲۰۰۰ به ۱۰٫۴ تن در هر ۱۰۰٬۰۰۰ تن در سال ۲۰۱۶ کاهش یافته‌است. بر پایه پژوهشی که توسط سازمان جهانی بهداشت صورت گرفت، مشخص شد که رومانی همراه با چین، در رتبه ۱۰۳ از نظر میزان نرخ بالای خودکشی میان کشورهای جهان قرار می‌گیرد.
همچنین نیاز به یادآوری است که در رومانی نیز همچون بیش‌تر کشورها، نرخ مرگ و میر ناشی از خودکشی میان مردان بسیار بیش از زنان است. نرخ مرگ و میر مردان رومانیایی بر اثر خودکشی در سال ۲۰۱۶، ۱۳٫۹ تن در هر ۱۰۰٬۰۰۰ تن بوده‌است که این رقم برای زنان در همان سال تنها ۲٫۴ تن در هر ۱۰۰٬۰۰۰ تن بوده‌است.

نرخ خودکشی در هر ۱۰۰٬۰۰۰ تن در رومانی به سال ۲۰۱۱